# Дмитрійс Зеленковс
Дмитро Зеленков (латис. Dmitrijs Zelenkovs; 15 травня 2000, Резекне) — латвійський футболіст, півзахисник клубу «РФШ».

## Клубна кар'єра
Займався футболом у системі клубу «Метта». У 2015 році був визнаний найкращим нападником юнацького чемпіонату Латвії. З 2016 по 2020 роки перебував у таборі італійського клубу «Емполі», де грав на юнацькому та молодіжному рівнях, але за основну команду Зеленков так і не зіграв. У березні 2021 року повернувся в «Меттк». Дебют у Вищій лізі Латвії для нього відбувся 13 березня 2021 у матчі проти «Лієпаї» (1:4).
З січня до липня 2022 року грав за аматорський італійський клуб «Монтеспаккато». Після повернення на батьківщину, приєднавшись до «РФШ». У складі команди дебютував у єврокубках, зігравши у кваліфікації Ліги конференцій УЄФА.

## Виступи за збірні
Виступав за юнацькі збірні Латвії до 17 (2016) і до 19 років (2018). З 2019 року по 2021 рік грав за молодіжну збірну до 21 року. Запрошувався до табору національної збірної Латвії.
Дебютував у складі збірної Латвії 18 листопада 2023 року, у матчі кваліфікацій до чемпіонату Європи 2024 року, програному 0:2 проти Хорватії.

## Титули і досягнення
«РФШ»
- Чемпіон Латвії (1): 2023, 2024
- Володар Кубка Латвії (1): 2024
- Володар Суперкубка Латвії (1): 2025